# Aécio Neves
Aécio Neves da Cunha (ur. 10 marca 1960 w Belo Horizonte) – brazylijski polityk, gubernator stanu Minas Gerais w latach 2003–2010.

## Życiorys
Aécio Neves ukończył ekonomię na Pontifícia Universidade Católica de Minas Gerais. Jest wnukiem prezydenta Brazylii Tancreda Nevesa. W 1987 został po raz pierwszy wybrany do Izby Deputowanych brazylijskiego parlamentu ze stanu Minas Gerais. Mandat deputowanego sprawował aż do 2002. W latach 2001–2001 zajmował stanowisku przewodniczącego izby. 1 stycznia 2003 w wyniku wyborów objął urząd gubernatora stanu Minas Gerais. Jest członkiem Brazylijskiej Partii Socjaldemokratycznej (Partido da Social Democracia Brasileira – PSDB).
Aécio Neves był głównym kontrkandydatem w wyborach prezydenckich w 2014 dotychczasowej prezydent Dilmy Rousseff, jednak ostatecznie to ona zwyciężyła.

## Odznaczenia
- Krzyż Wielki Narodowego Orderu Zasługi dla Nauki (2002, Brazylia)[2]
- Kawaler Legii Honorowej (2008, Francja)[3]